# 岩倉具定
岩倉 具定（いわくら ともさだ、1852年1月18日〈嘉永4年12月27日〉 - 1910年〈明治43年〉4月1日）は、日本の政治家。第4代宮内大臣、貴族院議員。岩倉家第16代当主。

## 経歴
岩倉具視の第3子（次男）として山城国（現在の京都府京都市）に生まれる。慶応4年（1868年）の戊辰戦争勃発後は、東山道鎮撫総督に任命され東山道先鋒軍（参謀は板垣退助など）を指揮し各地を転戦する。1869年（明治2年）6月、弟の岩倉具経とともに長崎にあった佐賀藩の英学校・致遠館に派遣され、フルベッキに学ぶ。
1870年（明治3年）、米国ラトガース大学に留学し、帰国後は政府に出仕。1882年（明治15年）、伊藤博文の憲法調査に随行して欧州に渡る。1884年（明治17年）7月、華族令により義兄である岩倉具綱の家督を継ぎ、公爵を叙爵される。帝国議会開設に伴い1890年（明治23年）2月、貴族院公爵議員に就任。帝室制度取調委員、爵位局長、学習院院長を歴任。1900年（明治33年）に枢密顧問官、1909年（明治42年）に宮内大臣となる。
1910年（明治43年）4月1日、死去。

## 人物
明治後半に家計が傾いた三条家と異なり、早い時期から確実な資産経営を行った。明治30年頃の岩倉家の資産は100万円に達したと伝えられる。「三条と違って岩倉は維新のどさくさ紛れに金をため込んだ」と吹聴されたが、具定は勤勉な人物であり、浪費することはなかった（一方の三条家には、遊興で浪費を繰り返した人物が出た）。

## 栄典
位階
- 1887年（明治20年）12月26日 - 正四位[5]
- 1888年（明治21年）11月9日 - 従三位[6]
- 1892年（明治25年）7月5日 - 正三位[7]
- 1896年（明治29年）6月20日 - 従二位[8]
- 1900年（明治33年）6月20日 - 正二位[9]
- 1910年（明治43年）4月1日 - 従一位[10]

爵位
- 1884年（明治17年）7月8日 - 公爵[11]

勲章等
| 受章年                     | 略綬 | 勲章名                   | 備考 |
| -------------------------- | ---- | ------------------------ | ---- |
| 1882年（明治15年）3月11日  |      | 勲四等旭日小綬章         |      |
| 1888年（明治21年）4月9日   |      | 銀製黄綬褒章             |      |
| 1889年（明治22年）11月25日 |      | 大日本帝国憲法発布記念章 |      |
| 1893年（明治26年）6月29日  |      | 勲二等瑞宝章             |      |
| 1897年（明治30年）6月30日  |      | 勲一等瑞宝章             |      |
| 1904年（明治37年）12月27日 |      | 旭日大綬章               |      |
| 1906年（明治39年）4月1日   |      | 明治三十七八年従軍記章   |      |
| 1909年（明治42年）4月18日  |      | 皇太子渡韓記念章         |      |
| 1910年（明治43年）4月1日   |      | 旭日桐花大綬章           |      |

外国勲章佩用允許
| 受章年                     | 国籍                         | 略綬 | 勲章名                                 | 備考 |
| -------------------------- | ---------------------------- | ---- | -------------------------------------- | ---- |
| 1887年（明治20年）10月5日  | ドイツ帝国                   |      | 赤鷲第二等勲章                         |      |
| 1900年（明治33年）9月17日  | イタリア王国                 |      | 王冠第一等勲章                         |      |
| 1900年（明治33年）9月17日  | オーストリア＝ハンガリー帝国 |      | 鉄冠第一等勲章                         |      |
| 1900年（明治33年）9月17日  | フランス共和国               |      | レジオンドヌール勲章グランオフィシエー |      |
| 1900年（明治33年）9月17日  | ベルギー王国                 |      | レオポール勲章グランオフィシエー       |      |
| 1900年（明治33年）9月17日  | 大清帝国                     |      | 頭等第三双竜宝星                       |      |
| 1900年（明治33年）9月25日  | ロシア帝国                   |      | 神聖アンナ第一等勲章                   |      |
| 1900年（明治33年）9月25日  | ドイツ帝国                   |      | 王冠第一等勲章                         |      |
| 1900年（明治33年）9月29日  | オスマン帝国                 |      | メヂヅェ第一等勲章                     |      |
| 1904年（明治37年）11月29日 | 大韓帝国                     |      | 勲一等太極大綬章                       |      |
| 1907年（明治40年）11月29日 | 大韓帝国                     |      | 李花大勲章                             |      |
| 1910年（明治43年）4月2日   | 大韓帝国                     |      | 大勲位瑞星大綬章                       |      |

## 著作
- 岩倉具視 著、岩倉具定 編『岩倉贈太政大臣集』 上下巻、岩倉具定、1886年7月。 NCID BA32194807。全国書誌番号:41000952。
  - 岩倉具視 著、岩倉具定 編『岩倉贈太政大臣集』（合冊復刻版）明治百年祭準備委員会、1968年4月。 NCID BN09011624。
- 岩倉具定 著、岩倉具栄 編『岩倉宮内大臣集』明玄書房、1960年12月。 NCID BA32909327。全国書誌番号:61007474。

## 家族・親族
正妻に子爵沢為量の4女・久子。具定には6男5女がいる（生母は不明）。岩倉具張は長男。長女・周子は東伏見宮依仁親王、次女・豊子は侯爵西郷従徳、4女・花子は武井守成、5女・季子は島津忠弘に嫁いだ。具定の5男・岩倉具顕の子息・岩倉具憲はパシフィックホテル社長。具憲の姉・小桜葉子（本名：岩倉 具子）は女優で、俳優の上原謙と結婚。その長男（具定の曽孫）は歌手・俳優の加山雄三。加山の次男で俳優の加山徹は玄孫。具憲の娘・岩倉瑞江は婦人服ブランド「スポーティフ」を経営している。瑞江の長女・岩倉萌花は婦人服ブランド「スポーティフ」に勤めている。